# Фејетвил (Тексас)
Фејетвил (енгл. Fayetteville) град је у америчкој савезној држави Тексас. По попису становништва из 2010. у њему је живело 258 становника.

## Демографија
Према попису становништва из 2010. у граду је живело 258 становника, што је 3 (1,1%) становника мање него 2000. године.
| Група             | 2000.       | 2010.       |
| Белци             | 248 (95,0%) | 247 (95,7%) |
| Афроамериканци    | 8 (3,1%)    | 2 (0,8%)    |
| Азијати           | 1 (0,4%)    | 2 (0,8%)    |
| Хиспаноамериканци | 4 (1,5%)    | 6 (2,3%)    |
| Укупно            | 261         | 258         |